# Сайлец (река)
Сайлец (англ. Siletz River) — река на западе штата Орегон, США. Длина составляет около 109 км; площадь водосборного бассейна — 966 км². Средний расход воды в 2,4 км выше города Сайлец составляет 42 м³/с.
Берёт начало в горах, вблизи границы округов Полк и Линкольн, на территории национального леса Сюслоу. Входит на территорию округа Линкольн, возвращается в округ Полк, а затем вновь пересекает границу с округом Линкольн, примерно в 106 км от своего устья. Течёт сперва на запад, а затем поворачивает на юго-запад. Здесь река принимает притоки Элк-Крик и Холман-Крик (справа), Саншайн-Крик (слева), Бак-Крик (справа), Уолфер-Крик (слева). Примерно через 3 км после этого Сайлец поворачивает на запад и принимает приток Уилдкат-Крик (справа). Вновь поворачивает на юго-запад, а затем на юг, принимает притоки Палмер-Крик, Бейкер-Крик и Милл-Крик. Примерно в 76 км от устья протекает через невключённую территорию Логсден. Вновь поворачивает на запад, принимает притоки Скотт-Крик, Сэм-Крик и Бентилья-Крик. Протекает через город Сайлец, где в реку впадают притоки Милл-Крик и Деуэй-Крик. Поворачивает на север, принимает притоки Тангерман-Крик, Спенсер-Крик и Томпсон-Крик. В 56 км от устья поворачивает на запад, а затем извивается, протекая то в северном, то в восточном направлениях. В 40 км от устья вновь поворачивает на запад и снова извивается, отклоняясь на север и восток. Впадает в залив Сайлец Тихого океана.
Гидрологический пост Геологической службы США располагается к востоку от города Сайлец, в 68,6 км от её устья. Средний расход воды для этого места составляет 42 м³/с при площади водосбора 523,2 км² (около 54 % от общей площади бассейна реки Сайлец). Максимальный расход был зафиксирован 28 ноября 1999 года и составил 1520 м³/с. Минимальный расход был отмечен 5-6 сентября 2003 года и составил 1,19 м³/с. Приливные волны проходят на 36,2 км вверх по течению реки.